# Cryptophis nigrescens
Cryptophis nigrescens is een slang uit de familie koraalslangachtigen (Elapidae) en de onderfamilie Elapinae.

## Naam en indeling
De wetenschappelijke naam van de soort werd voor het eerst voorgesteld door Albert Günther in 1862. De soort behoorde lange tijd tot het geslacht Rhinoplocephalus, waardoor de verouderde wetenschappelijke naam in de literatuur wordt gebruikt. Het was lange tijd de enige soort uit het toen monotypische geslacht Cryptophis.

## Uiterlijke kenmerken
De slang bereikt een lichaamslengte van ongeveer 50 centimeter tot maximaal een meter. De kop is duidelijk te onderscheiden van het lichaam door de aanwezigheid van een insnoering. De ogen zijn relatief klein. De slang heeft 15 rijen schubben in de lengte op het midden van het lichaam, de schubben zijn glad. De lichaamskleur is zwart tot blauwzwart zonder een tekening, de buikzijde is lichter.

## Verspreiding en habitat
Cryptophis nigrescens komt endemisch voor in delen van oostelijk Australië en leeft hier in de deelstaten New South Wales, Queensland en Victoria. De habitat bestaat uit droge tropische en subtropische bossen, vochtige tropische en subtropische laaglandbossen, tropische en subtropische mangroven en verschillende typen graslanden en scrublands.
zowel in laaglanden als in bergstreken.

## Beschermingsstatus
Door de internationale natuurbeschermingsorganisatie IUCN is de beschermingsstatus 'veilig' toegewezen (Least Concern of LC).